# 紅葉傳說

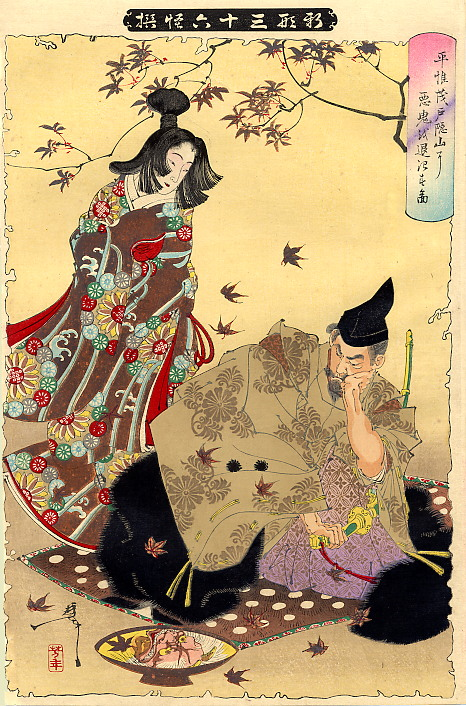
紅葉和平維茂。（1890年、月岡芳年

紅葉傳說（もみじでんせつ）是長野縣戶隱、鬼無里（現・長野縣長野市）、別所溫泉等地流傳的鬼女傳說。大致上是鬼女・紅葉危害鄉里，最後被平維茂討伐的故事。

## 概要
信濃國的戶隱山有名為紅葉的鬼女，被平維茂討伐，此為傳說的共通要素。
室町時代至江戶時代，在能劇、淨瑠璃、歌舞伎『紅葉狩』的故事中，描寫平維茂前往戶隱山，在當地遇見欣賞紅葉的美女一行。女性的正體是戶隱山的鬼女・紅葉。河竹默阿彌根據能劇創作的歌舞伎『紅葉狩』（1887年），將相當於紅葉的鬼女之名設定為更科姫。
明治中期出版的『戶隱山鬼女紅葉退治之傳』，將紅葉設定為大納言・伴善男的子孫，本名吳葉，是擁有第六天魔王之力的鬼。在京都受源經基寵愛而懷有一子，但因使用妖術而被流放戶隱之地。歸鄉後受鄉里的人尊崇，卻結黨成為盗賊，被冷泉天皇派遣的平維茂軍隊討伐。

## 傳說的舞台

### 鬼無里

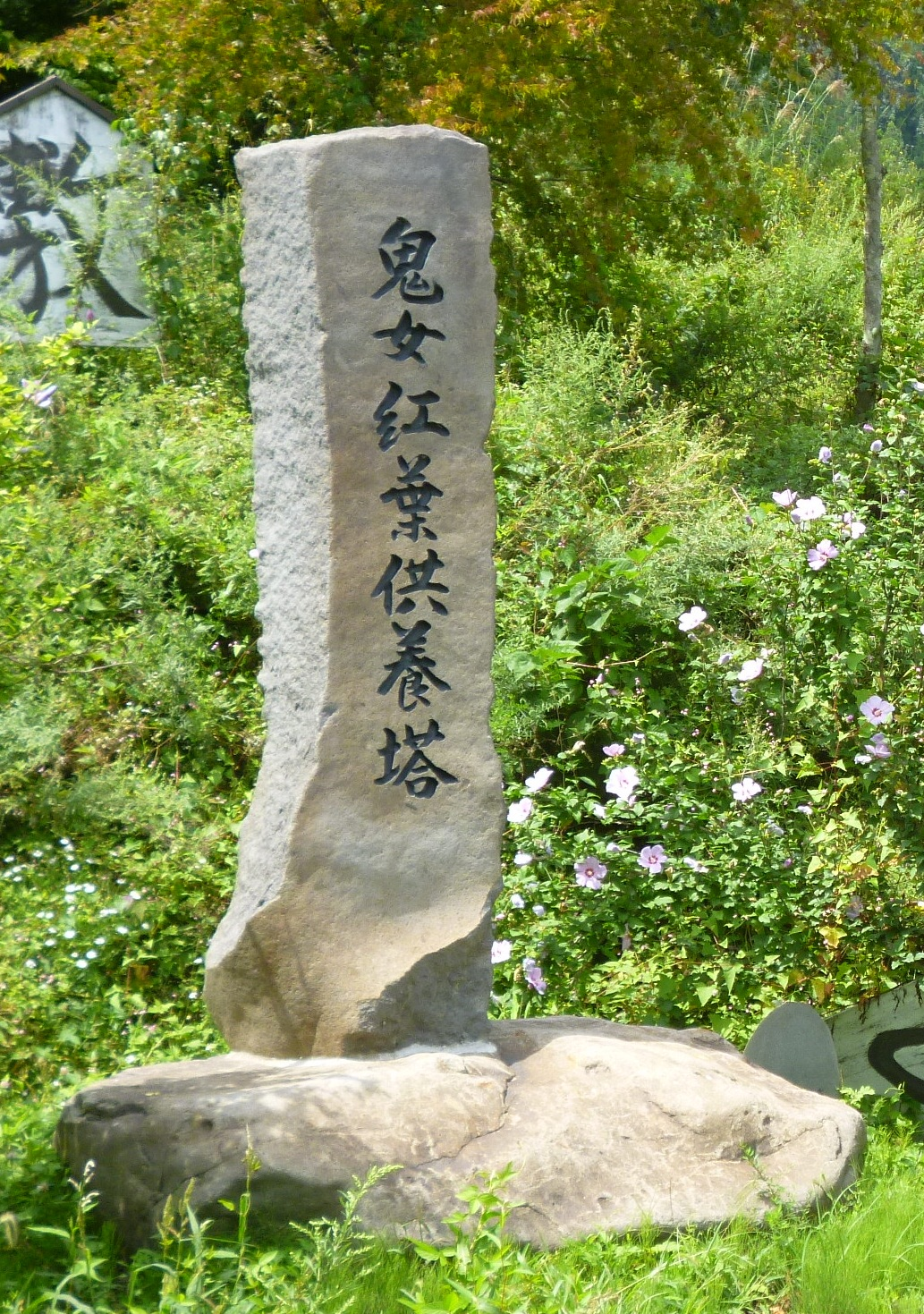
内裏屋敷鬼女紅葉供養塔

鬼無里的紅葉傳說和其他傳說相異，鬼無里傳承的紅葉並非『操使妖術被討伐的「鬼女」，而是長於醫藥、手藝、文藝，嘉惠村民的「貴女」。』
- 内裏屋敷跡，紅葉生活的屋敷遺跡
- 地名・西京、東京、二條、三條、四條、五條、府成、清水、吉田、高尾、東山、他，據說是紅葉思慕京都而命名。
- 寺社・松巖寺，有紅葉和隨從之墓。[1]。鬼無里神社、白髯神社，平維茂祈願戰勝。

### 戶隱（舊柵村）
舊柵村、荒倉山是紅葉和平維茂決戰的舞台。但是也有其他場所之說。
- 寺社・大昌寺，有紅葉和維茂之名的牌位。

### 別所溫泉、長野市、木島平
- 平維茂之墓，長野縣上田市別所
- 北向觀音，別所溫泉的北向觀音據說是平維茂改建。

## 文献
- 和漢三才圖會（正德2年・1712年頃）第68巻・信濃、戶隱明神
- 信府統記（地誌・享保9年・1724年）巻三第十七
- 菅江真澄遊覽記1（めくじの橋）
- 信濃奇勝錄（地誌・天保5年・1834年）
- 善光寺道名所圖會（嘉永2年・1849年）
- 北向山靈驗記戶隱山鬼女紅葉退治之傳全（明治19年・1886年作成、發行・明治36年・1903年）

## 脚注
1. ↑  「松巌寺縁起」

## 關連作品
- 『紅葉狩』
- 鳥山石燕『紅葉狩』（『今昔百鬼拾遺』）
- 內田康夫『戶隱傳說殺人事件』

## 關連項目
- 松巖寺
- 大昌寺

## 外部連結
- 紅葉伝説考 （页面存档备份，存于）